# Винден-ам-Зе
Винден-ам-Зе (нем. Winden am See) — коммуна (нем. Gemeinde) в Австрии, в федеральной земле Бургенланд. 
Входит в состав округа Нойзидль-ам-Зе.  Население составляет 1155 человек (на 31 декабря 2005 года). Занимает площадь 13,5 км². Официальный код  —  10723.

## Политическая ситуация
Бургомистр коммуны — Эрвин Прайнер (СДПА) по результатам выборов 2007 года.
Совет представителей коммуны (нем. Gemeinderat) состоит из 19 мест.
- СДПА занимает 14 мест.
- АНП занимает 5 мест.